# EN 61355
Die Norm EN 61355-1 Klassifikation und Kennzeichnung von Dokumenten für Anlagen, Systeme und Einrichtungen regelt die einheitliche und Hersteller übergreifende Klassifikation und Identifikation von Dokumenten (Dokumentenklasse). Sie wird international inhaltsgleich geführt unter der Bezeichnung IEC 61355 Classification and designation of documents for plants, systems and equipment. Sie ist auch als DIN-Norm, sowie als VDE-Richtlinie VDE 0040-3 veröffentlicht.
Mit der Ausgabe März 2009 wurde die Norm zur Aufnahme weiterer Teile mit branchenbezogenen Festlegungen in mehrere Teile aufgegliedert. Die EN 61355:1997 wurde durch die EN 61355-1:2009 ersetzt.
Als Anwendungsbereich der Norm ist die gesamte technische Dokumentation im Lebenszyklus technischer Produkte, einschließlich der nichttechnischen Dokumente aus dem Engineeringprozess vorgesehen. Wesentliche Anwendungsgebiete sind unter anderem der Bau und Betrieb von Chemie- und Kraftwerksanlagen mit einem Dokumentationsumfang von bis zu mehreren 100.000 Dokumenten.
Die Norm regelt die Vergabe von Dokumentenartenkennzeichen (engl.: DCC = document kind classification code) für jede Art von Dokumenten.
Ein Dokumentenartenkennzeichen besteht aus den drei Kennbuchstaben A1, A2, A3, denen ein „&“ vorangestellt wird.
- A1 Kennbuchstabe für technischen Bereich
- A2 Kennbuchstabe für Hauptklassen
- A3 Kennbuchstabe für Unterklassen

Die Angabe des Kennbuchstaben A1 kann entfallen, wenn alle Dokumente aus dem gleichen Bereich stammen. Die Kennbuchstaben A2 und A3 sind für alle technischen Bereiche identisch.
Die technischen Bereiche sind:
| A1 | technischer Bereich                                                                                             |
| -- | --- |
| A  | Übergeordnetes Management                                                                                       |
| B  | Übergeordnete Technologie                                                                                       |
| C  | Bauwesen (Hoch- und Tiefbau)                                                                                    |
| E  | Elektrotechnik, Instrumentierung und Steuerungstechnik (einschließlich Informations- und Kommunikationstechnik) |
| M  | Maschinenbau (im Regelfall einschließlich Prozesstechnik)                                                       |
| P  | Prozesstechnik (nur falls Trennung von M erforderlich)                                                          |

Die Hauptklassen sind:
| A2 | Dokumentenartenklasse, Hauptklassen                                 |
| -- | ------------------------------------------------------------------- |
| A  | Dokumentationsbeschreibende Dokumente                               |
| B  | Managementdokumente                                                 |
| C  | Vertragliche und nicht-technische Dokumente                         |
| D  | Dokumente mit allgemeiner technischer Information                   |
| E  | Dokumente für technische Anforderungen und Auslegung                |
| F  | Funktionsbeschreibende Dokumente                                    |
| L  | Ortsbeschreibende Dokumente                                         |
| M  | Verbindungsbeschreibende Dokumente                                  |
| P  | Objektlisten                                                        |
| Q  | Qualitätsmanagementdokumente und Sicherheit beschreibende Dokumente |
| T  | Dokumente zur Beschreibung geometrischer Formen                     |
| W  | Betriebliche Protokolle und Aufzeichnungen                          |

Tabelle der Hauptklassen und Unterklassen
| A2 A3   | Dokumentenartenklasse, Haupt- und Unterklassen                       | Beispiele für Dokumentenarten |
| ------- | -------------------------------------------------------------------- | --- |
| A       | Dokumentationsbeschreibende Dokumente                                | |
| AA      | Verwaltungstechnische Dokumente                                      | - Deckblatt - Titelblatt |
| AB      | Listen (Dokumente betreffend)                                        | - Dokumentenverzeichnis - Inhaltsverzeichnis - Stichwortverzeichnis |
| AC      | Erläuternde Dokumente (Dokumente betreffend)                         | - Dokumentenbeschreibung - Dokumentationsstrukturplan |
| AD … AY | reserviert für zukünftige Normung                                    | |
| AZ      | Frei für Anwender                                                    | |
| B       | Managementdokumente                                                  | |
| BA      | Register                                                             | - Händlerliste - Lieferantenliste - Verteilerliste |
| BB      | Berichte                                                             | - Besprechungsbericht - Statusbericht - Technischer Bericht - Schadensmeldung - Montagebericht - Inbetriebsetzungsbericht - Übergabeprotokoll |
| BC      | Schriftwechsel                                                       | - Brief - Notiz |
| BD      | Projektleitungsdokumente                                             | - Dokumentenaustauschliste - Stundenzettel |
| BE      | Ressourcenplanungsdokumente                                          | - Terminplan - Netzplan - Kapazitätsplan |
| BF      | Versand-, Lager- und Transportdokumente                              | - Konnossement - Lagerungsspezifikation - Luftfrachtbrief - Transportspezifikation - Ursprungszeugnis - Verpackungsliste - Versandliste - Versandspezifikation |
| BG      | Standortplanungs- und Standortorganisationsdokumente                 | - Standortspezifikation für Personal |
| BH      | Dokumente zum Änderungswesen                                         | - Änderungsmitteilung - Änderungsanforderung |
| BJ … BR | Reserviert für zukünftige Normung                                    | |
| BS      | Objektschutzdokumente                                                | - Fluchtwegeplan - Notfallanweisung - Brandschutzplan - Lärmschutzplan |
| BT      | Schulungsdokumente                                                   | - Schulungsbeschreibung |
| BU … BY | Reserviert für zukünftige Normung                                    | |
| BZ      | Frei für Anwender                                                    | |
| C       | Vertragliche und nichttechnische Dokumente                           | |
| CA      | Anfrage-, Kalkulations- und Angebotsdokumente                        | - Anfrage - Kalkulationsblatt (kaufmännisch) - Angebot - Kaufabsichtserklärung - Akzept |
| CB      | Genehmigungsdokumente                                                | - Genehmigungsantrag - Genehmigung - Lizenz |
| CC      | Vertragliche Dokumente                                               | - Abnahmeprotokoll - Lieferbedingungen - Vertrag |
| CD      | Bestell- und Lieferdokumente                                         | - Bestellung - Auftrag - Lieferschein |
| CE      | Rechnungsdokumente                                                   | - Rechnung |
| CF      | Versicherungsdokumente                                               | - Versicherungspolice - Schadensmeldung |
| CG      | Gewährleistungsdokumente                                             | - Garantieurkunde |
| CH      | Gutachten                                                            | - Gutachten |
| CJ … CY | Reserviert für zukünftige Normung                                    | |
| CZ      | Frei für Anwender                                                    | |
| D       | Dokumente mit allgemeiner technischer Information                    | |
| DA      | Datenblätter                                                         | - Datenblatt - Maßbild |
| DB      | Erläuternde Dokumente                                                | - Systembeschreibung - Beschreibung der Anlagenstruktur - Beschreibung des Kennzeichnungssystems - Beschreibung der Dokumentationsstruktur |
| DC      | Anleitungen und Handbücher                                           | - Bedienungsanleitung - Bedienungshandbuch - Herstellanleitung - Montageanleitung - Prüfanweisung - Wartungsanleitung |
| DD      | Technische Berichte                                                  | - Technischer Bericht - F&E Bericht |
| DE      | Kataloge, Werbeschriften                                             | - Katalog - Produktprospekt |
| DF      | Technische Veröffentlichungen                                        | - Technischer Fachaufsatz |
| DG … DY | Reserviert für zukünftige Normung                                    | |
| DZ      | Frei für Anwender                                                    | |
| E       | Dokumente für technische Anforderungen und Auslegung                 | |
| EA      | Dokumente über gesetzliche Auflagen                                  | - Bauauflagen - Betriebsauflagen - Umweltauflagen |
| EB      | Normen und Richtlinien                                               | - IEC-Norm - ISO-Norm |
| EC      | Technische Spezifikations- / Anforderungsdokumente                   | - Anforderungsspezifikation (Lastenheft) - Technische Spezifikation (Pflichtenheft) - Verbraucherliste - Komponentenliste - Geräteliste der Leittechnik - Messstellen- und Kriterienliste - Motoren- und Verbraucherliste - Prüfspezifikation - Materialspezifikation |
| ED      | Dimensionierungsdokumente                                            | - Berechnungsblatt (technisch) |
| EE … EY | Reserviert für zukünftige Normung                                    | |
| EZ      | Frei für Anwender                                                    | |
| F       | Funktionsbeschreibende Dokumente                                     | |
| FA      | Funktionsübersichtsdokumente                                         | - Übersichtsschaltplan - Netzwerkkarte - Blockschaltplan |
| FB      | Fließschemata                                                        | - Übersichtsschaltplan - Blockschaltplan - Verfahrensfließschema - Rohrleitungs- und Instrumentenfließschema - Betriebsstofffließschema |
| FC      | Dokumente der MMS-Gestaltung (Mensch-Maschine-Schnittstelle)         | - Bildschirmlayoutzeichnung |
| FD      | Reserviert für zukünftige Normung                                    | |
| FE      | Funktionsbeschreibungen                                              | - Funktionsbeschreibung |
| FF      | Funktionsschaltpläne                                                 | - Funktionsschaltplan - Logik-Funktionsschaltplan - Funktionsplan - Ablaufdiagramm |
| FG … FN | Reserviert für zukünftige Normung                                    | |
| FP      | Signalbeschreibungen                                                 | - Signalliste |
| FQ      | Einstellwertdokumente                                                | - Einstellwertliste |
| FR      | Reserviert für zukünftige Normung                                    | |
| FS      | Schaltkreisdokumente                                                 | - Stromlaufplan |
| FT      | Softwarespezifische Dokumente                                        | - Programmplan - Codeliste - Entwurfsbeschreibung |
| FU … FY | Reserviert für zukünftige Normung                                    | |
| FZ      | Frei für Anwender                                                    | |
| L       | Ortsbeschreibende Dokumente                                          | |
| LA      | Erschließungs- und Vermessungsdokumente                              | - Geländeplan |
| LB      | Erdbau- und Fundamentbaudokumente                                    | - Aushubplan - Fundamentzeichnung |
| LC      | Rohbaudokumente                                                      | - Bewehrungsplan - Statikplan |
| LD      | Dokumente, die Orte an Standorten beschreiben                        | - Anordnungsplan (Standort) - Lageplan - Installationsplan (Standort) - Installationsschaltplan (Standort) - Kabelwegeplan (Standort) - Erdungsplan (Standort) |
| LE … LG | Reserviert für zukünftige Normung                                    | |
| LH      | Orte in Gebäuden (Schiffen, Flugzeugen etc.) beschreibende Dokumente | - Anordnungsplan (Gebäude) - Gebäudezeichnung - Installationsschaltplan (Gebäude) - Kabelwegeplan (Gebäude) - Erdungszeichnung (Gebäude) |
| LJ … LT | Reserviert für zukünftige Normung                                    | |
| LU      | Orte in/auf Einrichtungen beschreibende Dokumente                    | - Gruppenzeichnung - Anordnungsplan (Einrichtung) |
| LV … LY | Reserviert für zukünftige Normung                                    | |
| LZ      | Frei für Anwender                                                    | |
| M       | Verbindungsbeschreibende Dokumente                                   | |
| MA      | Verbindungsbezogene Dokumente                                        | - Verbindungsschaltplan - Anschlusstabelle - Geräteverdrahtungsplan - Geräte-Verbindungsplan - Anschlussplan |
| MB      | Verkabelungs- und Rohrleitungsdokumente                              | - Verbindungsschaltplan - Anschlusstabelle - Kabelplan - Kabelziehkarte - Rohrleitungsliste |
| MC … MY | Reserviert für zukünftige Normung                                    | |
| MZ      | Frei für Anwender                                                    | |
| P       | Objektlisten                                                         | |
| PA      | Materiallisten                                                       | - Materialliste |
| PB      | Teilelisten                                                          | - Teileliste - Ersatzteilliste - Schilderliste |
| PC      | Stücklisten                                                          | - Stückliste |
| PD      | Produktlisten und Produkttypenlisten                                 | - Produktliste - Produkttypenliste |
| PE      | Reserviert für zukünftige Normung                                    | |
| PF      | Funktionslisten                                                      | - Funktionsliste |
| PG … PK | Reserviert für zukünftige Normung                                    | |
| PL      | Ortslisten                                                           | - Ortsliste |
| PM … PY | Reserviert für zukünftige Normung                                    | |
| PZ      | Frei für Anwender                                                    | |
| Q       | Qualitätsmanagementdokumente und Sicherheit beschreibende Dokumente  | |
| QA      | Qualitätsmanagementdokumente                                         | - Qualitätshandbuch - Qualitätsplan - Qualitätsaufzeichnungen - Qualitätsleitfaden - Auditplan - Auditbericht - Korrekturmaßnahmenbericht - Abweichungsbericht - Konformitätserklärung                                                                                |
| QB      | Sicherheitsbeschreibende Dokumente                                   | - Sicherheitsstudie - Risikobewertung |
| QC      | Qualitätsnachweisdokumente                                           | - Prüfbescheinigung - Materialzertifikat - Testbericht - Mängelbericht |
| QD … QY | Reserviert für zukünftige Normung                                    | |
| QZ      | Frei für Anwender                                                    | |
| T       | Dokumente zur Beschreibung geometrischer Formen                      | |
| TA      | Entwurfszeichnung                                                    | - Konzeptzeichnung - Entwurfszeichnung |
| TB      | Konstruktionszeichnungen                                             | - Maßzeichnung - Schnittstellenzeichnung - Explosionsdarstellung - 3D-Zeichnung |
| TC      | Fertigungs- und Errichtungszeichnungen                               | - Fertigungszeichnung - Bohrplan - Schweißplan |
| TD … TK | Reserviert für zukünftige Normung                                    | |
| TL      | Anordnungsdokumente                                                  | - Layoutzeichnung |
| TM … TY | Reserviert für zukünftige Normung                                    | |
| TZ      | Frei für Anwender                                                    | |
| W       | Betriebliche Protokolle und Aufzeichnungen                           | |
| WA      | Einstellwertdokumente                                                | - Chargenrezept |
| WB … WS | Reserviert für zukünftige Normung                                    | |
| WT      | Logbücher                                                            | - Bedienungsprotokoll - Wartungs- und Änderungsprotokoll - Prüfprotokoll |
| WU … WY | Reserviert für zukünftige Normung                                    | |
| WZ      | Frei für Anwender                                                    | |

Quelle: DIN EN 61355-1:2009-03

## Anwendung
Die in der EN 61355 genormten Dokumentenartenschlüssel werden unter anderem an den folgenden Stellen angewendet:
- ISO/TS 16952-1; Technische Produktdokumentation – Referenzkennzeichensystem (geplanter Ersatz für DIN 6779-1)
- EN 61346 (zurückgezogen, jetzt EN IEC 81346); Strukturierungsprinzipien und Referenzkennzeichnung
- RDS-PP; Reference Designation System for Power Plants (Internationales Kennzeichnungssystem für die Kraftwerkstechnik)